# Gare d’Esches
Gare d’Esches vasútállomás Franciaországban, Esches településen.

## Vasútvonalak
Az állomást az alábbi vasútvonalak érintik:
- Épinay-Villetaneuse–Le Tréport-Mers-vasútvonal

## Kapcsolódó állomások
A vasútállomáshoz az alábbi állomások vannak a legközelebb:
- Gare de Bornel - Belle-Église
- Gare de Méru